# Hongshan (köpinghuvudort i Kina, Hubei Sheng, lat 30,77, long 115,65)
Hongshan (kinesiska: 红山) är en köpinghuvudort i Kina. Den ligger i provinsen Hubei, i den centrala delen av landet, omkring 130 kilometer öster om provinshuvudstaden Wuhan. Antalet invånare är 19 731. Befolkningen består av 9 604 kvinnor och 10 127 män. Barn under 15 år utgör 14,0 %, vuxna 15-64 år 73 %, och äldre över 65 år 12,0 %.
Runt Hongshan är det tätbefolkat, med 266 invånare per kvadratkilometer. Närmaste större samhälle är Kuanghe, 11,6 km sydväst om Hongshan. Trakten runt Hongshan består till största delen av jordbruksmark.
Genomsnittlig årsnederbörd är 1 917 millimeter. Den regnigaste månaden är juli, med i genomsnitt 301 mm nederbörd, och den torraste är december, med 52 mm nederbörd.